# RD-0146
L'RD-0146 és un motor de coet criogènic rus desenvolupat en col·laboració amb Pratt & Whitney Rocketdyne. Es diu que és la versió russa del motor RL10 de Pratt & Whitney Rocketdyne. El motor RD-0146 fou desenvolupat per l'oficina de disseny KBKhA a Vorónej (Rússia) en col·laboració amb la firma estatunidenca Pratt & Whitney Rocketdyne. El 2009 fou objecte d'atenció quan l'agència espacial russa el trià per al segon tram del vehicle de llançament Rus-M, dissenyat per portar la futura nau espacial tripulada russa PPTS.